# عبد الله هيثم
عبد الله هيثم (مواليد 1 ديسمبر 1992) هو ممثل كويتي شارك في العديد من الأعمال، وكانت بدايته في 2013 بمسلسل جار القمر.

## أعماله

### في المسرح
| سنه الإنتاج | المسرحية   | بمشاركة                                                               |
| ----------- | ---------- | --------------------------------------------------------------------- |
| 2017        | جاري العرض | يوسف الحشاش، إبراهيم الشيخلي، نصار النصار، هيثم عبدالله،إيمان الحسيني |

### في التلفزيون
| سنه الإنتاج | المسلسل         | بمشاركة                                                                                  |
| ----------- | --------------- | ---------------------------------------------------------------------------------------- |
| 2013        | جار القمر       | زهرة عرفات، إبراهيم الزدجالي، يعقوب عبد الله، بثينة الرئيسي، غرور                        |
| 2014        | أشوفكم على خير  | حسين المنصور، الهام الفضالة، يعقوب عبد الله، بثينة الرئيسي                               |
| 2015        | حرب القلوب      | إلهام الفضالة، خالد أمين، هنادي الكندري، بثينة الرئيسي، يعقوب عبد الله                   |
| 2016        | حريم أبوي       | سعاد علي، إنتصار الشراح، نور الكويتية، هيفاء حسين، مشاري البلام، محمد جابر               |
| 2016        | دكتوراه في الحب | غازي حسين، أسمهان توفيق، إبراهيم الزدجالي، عبد العزيز الحداد،سلمى سالم،عبد المحسن القفاص |
| 2017        | دموع الافاعي    | حسين المنصور، زهرة عرفات، محمد العلوي، هند البلوشي، عبد الإمام عبد الله                  |